# Super Copa Grão-Pará
A Super Copa Grão-Pará é uma supercopa estadual de futebol organizada anualmente pela Federação Paraense de Futebol (FPF). O torneio abre oficialmente a temporada paraense definindo o supercampeão logo no início do ciclo futebolístico. A competição é disputada em jogo único entre o campeão do Campeonato Paraense e o vencedor da Copa Grão-Pará do ano anterior. Em sua primeira edição, em 2024, a copa foi disputada em caráter especial entre os campeões do Campeonato Paraense e do Campeonato Paraense de Futebol - Série B1. O troféu leva o nome de Antônio Cunha, antigo futebolista que, apelidado de "China", é considerado o máximo ídolo da Tuna Luso Brasileira.

## Lista de campeões
| Edição | campeões        | resultado | finalistas |
| ------ | --------------- | --------- | ---------- |
| 2024   | Águia de Marabá | 1-0       | Canaã      |
| 2025   | Paysandu        | 2-0       | Tuna Luso  |